# Rheotanytarsus tumidus
Rheotanytarsus tumidus är en tvåvingeart som beskrevs av Chaudhuri och Datta 1994. Rheotanytarsus tumidus ingår i släktet Rheotanytarsus och familjen fjädermyggor.
Artens utbredningsområde är West Bengal (Indien). Inga underarter finns listade i Catalogue of Life.